# Zbyšek Pechr
Zbyšek Pechr (* 5. září 1956 Praha) je český sportovní novinář, bývalý šéfredaktor deníku Sport a motoristického týdeníku Svět motorů.
Zbyšek Pechr vystudoval gymnázium ve Vysočanech v Praze a posléze Fakultu žurnalistiky Univerzity Karlovy. Po ukončení vysokoškolského studia pracoval v letech 1980 až 1988 jako sportovní novinář v deníku Svobodné Slovo. Poté působil taktéž jako sportovní novinář v denících Práce, Prostor a Lidová demokracie.
Od roku 1994 vedl sportovní oddělení v deníku Blesk a od roku 1999 byl zástupcem šéfredaktora tohoto periodika. V roce 2002 se stal šéfredaktorem deníku Sport, kde působil až do roku 2009. Od roku 2009 byl šéfredaktorem publicisticko-zpravodajského týdeníku Svět motorů, zároveň vedl celou divizi Auto-Moto titulů vydavatelství Czech News Center (Auto.cz, Autorevue.cz, AutoProfi, AutoTIP, 4Fleet). Jeho zástupci v redakci Svět Motorů byli David Šprincl a Martin Vaculík. V květnu 2024 odešel do penze.

## Dílo
- Kolektiv autorů: Hvězdy na čtyřech kolech, Automedia, 1997, 160 s